# D-moll

Znaki chromatyczne w gamie d-moll

Diagram akordu d-moll dla gitary

d-moll – molowa gama muzyczna, której toniką jest d. Jej dźwięki w odmianie naturalnej to: d, e, f, g, a, b, c. 
Gama d-moll w odmianie harmonicznej (z VII stopniem podwyższonym o półton):
Gama d-moll w odmianie doryckiej (z VI stopniem podwyższonym o półton w stosunku do gamy d-moll naturalnej):
Równoległą gamą durową jest F-dur, jednoimienną durową – D-dur.
D-moll to także akord, zbudowany z pierwszego (d), trzeciego (f) i piątego (a) stopnia gamy d-moll.
| Akord d-moll | Audio playback is not supported in your browser. You can download the audio file. |

Znane dzieła w tonacji d-moll:
- Ludwig van Beethoven – IX Symfonia op. 125
- Wolfgang Amadeus Mozart – Requiem KV 626
- Wolfgang Amadeus Mozart – XX Koncert fortepianowy KV 466
- Robert Schumann – IV Symfonia op. 120
- Gustav Mahler – III Symfonia
- Johann Sebastian Bach – Toccata i fuga BWV 565
- Felix Mendelssohn-Bartholdy – Trio fortepianowe op. 49
- Franz Schubert – Serenada
- Henryk Wieniawski – II Koncert skrzypcowy d-moll op. 22
- Jerzy Derfel – Mała Msza Radosna d-moll
- Felix Mendelssohn-Bartholdy – VI Sonata op. 65